# Liste der Biografien/Werg
Liste der Biografien |
Portal Biografien |
Personensuche
# |
A |
B |
C |
D |
E |
F |
G |
H |
I |
J |
K |
L |
M |
N |
O |
P |
Q |
R |
S |
T |
U |
V |
W |
X |
Y |
Z |
?
 
Wa |
Wc |
Wd |
We |
Wh |
Wi |
Wj |
Wl |
Wn |
Wo |
Wr |
Ws |
Wt |
Wu |
Ww |
Wy |
Wz
 
Wea |
Web |
Wec |
Wed |
Wee |
Wef |
Weg |
Weh |
Wei |
Wej |
Wek |
Wel |
Wem |
Wen |
Weo |
Wep |
Wer |
Wes |
Wet |
Weu |
Wev |
Wew |
Wex |
Wey |
Wez
 
Wera |
Werb |
Werc |
Werd |
Were |
Werf |
Werg |
Werh |
Weri |
Werj |
Werk |
Werl |
Werm |
Wern |
Wero |
Werp |
Werr |
Wers |
Wert |
Weru |
Werv |
Werw |
Wery |
Werz
Die Liste der Biografien führt alle Personen auf, die in der deutschsprachigen Wikipedia einen Artikel haben. Dieses ist eine Teilliste mit 11 Einträgen von Personen, deren Namen mit den Buchstaben „Werg“ beginnt.

## Werg

### Werga
- Wergassowa, Lidija Pawlowna (* 1941), russische Geologin und Mineralogin

### Werge
- Werge, Carsten (* 1959), dänischer Reporter
- Wergeland, Henrik (1808–1845), norwegischer Dichter
- Wergeland, Nicolai (1780–1848), norwegischer Theologe und Politiker
- Wergeland, Oscar (1844–1910), norwegischer Maler
- Werger, Marinus (* 1944), niederländischer Botaniker
- Werger, Stefanie (* 1951), österreichische Musikerin, Autorin und SchauspielerinStefanie Werger (* 1951)

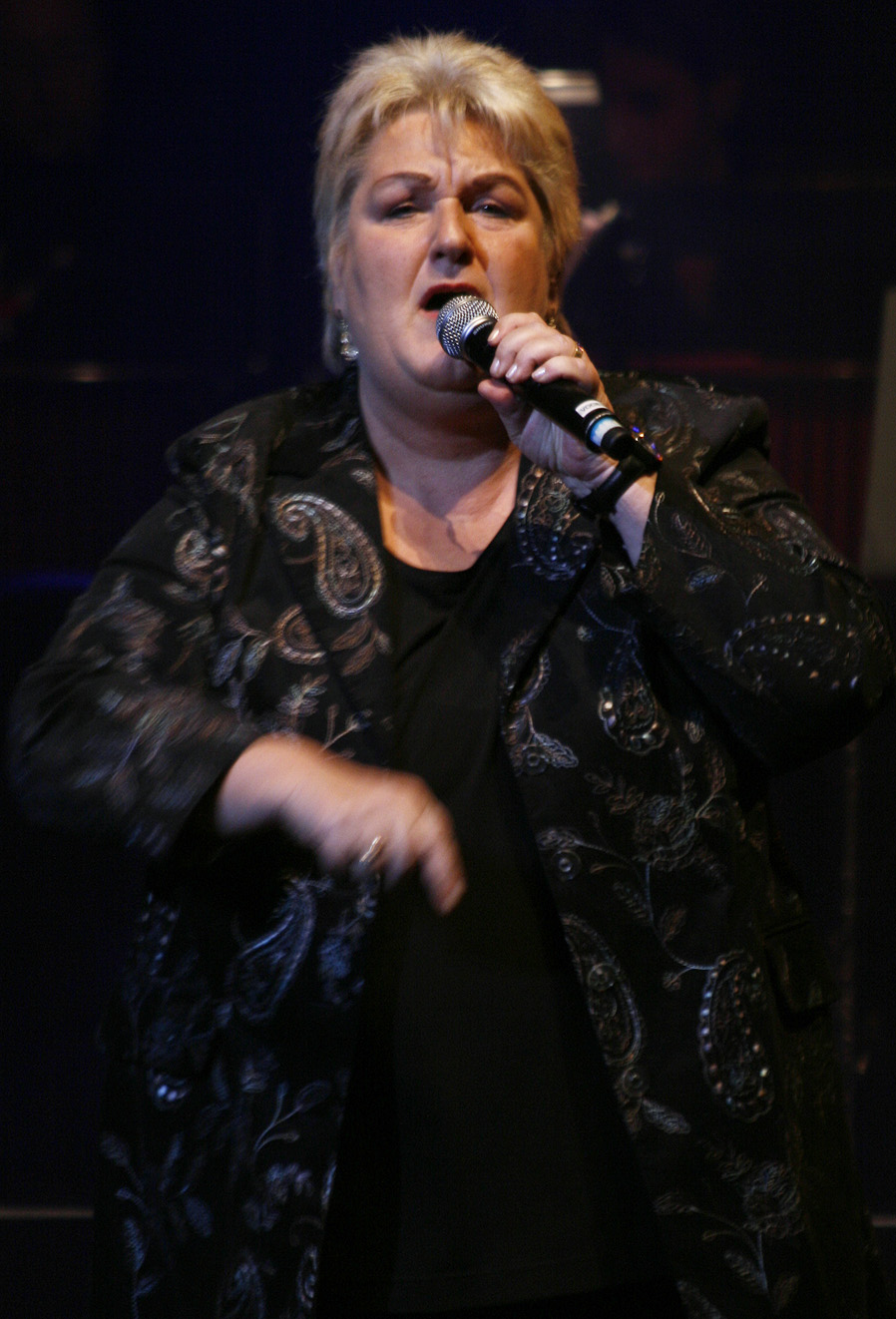
Stefanie Werger (* 1951)

### Wergi
- Wergifker, Aarón (1914–1994), argentinischer Fußballspieler
- Wergin, Clemens (* 1969), deutscher Journalist
- Wergin, Ulrich (1939–2023), deutscher Germanist
- Werginz, Walter (1913–1944), österreichischer Fußballspieler